# Confédération des syndicats indépendants de Bulgarie
La Конфедерация на независимите синдикати в България (КНСБ - Konfederacija na Nezavisimite vi Bǎlgarija (KNSB) - Confédération des syndicats indépendants de Bulgarie) est une organisation syndicale bulgare fondée en 1990. Elle est affiliée à la Confédération européenne des syndicats et à la Confédération syndicale internationale.

## Liens
- Site officiel